# Travis CI
Travis CI — распределённый веб-сервис для сборки и тестирования программного обеспечения, использующий GitHub в качестве хостинга исходного кода. Программная составляющая сервиса также располагается на GitHub, однако разработчики не рекомендуют использовать её в закрытых проектах.
Веб-сервис поддерживает сборку проектов на множестве языков, включая C, C++, D, JavaScript, Java, PHP, Python и Ruby. Разные проекты с открытым исходным кодом используют Travis CI для непрерывной интеграции кода, например Ruby, Ruby on Rails.
В 2012 году Travis CI запустил краудфандинговую кампанию по спонсированию дальнейшей разработки, в кампанию уже включились более десятка разных технологических компаний.

## Название
- Travis — это имя мультяшного персонажа — трактора Трэвиса, из детского телешоу «Боб-строитель»[8]
- CI — Continuous Integration (Непрерывная интеграция)